# Marco Cornez
Pour les articles homonymes, voir Cornez.
Marco Antonio Cornez Bravo (né le 15 octobre 1958 à Valparaíso au Chili et mort le 21 mai 2022) est un joueur de football international chilien, qui évoluait au poste de gardien de but.

## Biographie

### Carrière en sélection
Avec l'équipe du Chili, il dispute 22 matchs (pour aucun but inscrit) entre 1982 et 1995. 
Il figure notamment dans le groupe des sélectionnés lors des Copa América de 1987, de 1989, de 1991 et de 1995.
Il participe également à la Coupe du monde de 1982.

## Palmarès
| Universidad Católica - Championnat du Chili (2) : - Champion : 1984 et 1987. |  | Chili - Copa América : - Finaliste : 1987. |